# Diphyus omori
Diphyus omori là một loài tò vò trong họ Ichneumonidae.